# Književnost u 1953.
◄◄ | ◄ | 1950. | 1951. | 1952. | 1953.  | 1954. | 1955. | 1956. | ► | ►►
Arhitektura • Astronautika • Astronomija • Biologija • Film • Fotografija • Glazba • Kazalište • Kemija • Kiparstvo • Knjige • Književnost • Kršćanstvo • Meteorologija • Medicina • Planinarstvo • Politika • Pravo • Promet • Slikarstvo • Strip • Šport • Televizija • Znanost • Zrakoplovstvo • Željeznički promet
Književnost u 1953.

## Svijet

### Književna djela
- Druga Zaklada Isaaca Asimova

### Nagrade i priznanja
- Nobelova nagrada za književnost:

### Smrti
- 8. studenog – Ivan Aleksejevič Bunjin, ruski književnik (* 1870.)

## Vanjske poveznice
|  | Zajednički poslužitelj ima još gradiva o temi Književnost u 1953. |